# Culicoides edeni
Culicoides edeni är en tvåvingeart som beskrevs av Wirth och Blanton 1974. Culicoides edeni ingår i släktet Culicoides och familjen svidknott. Inga underarter finns listade i Catalogue of Life.